# Visäte

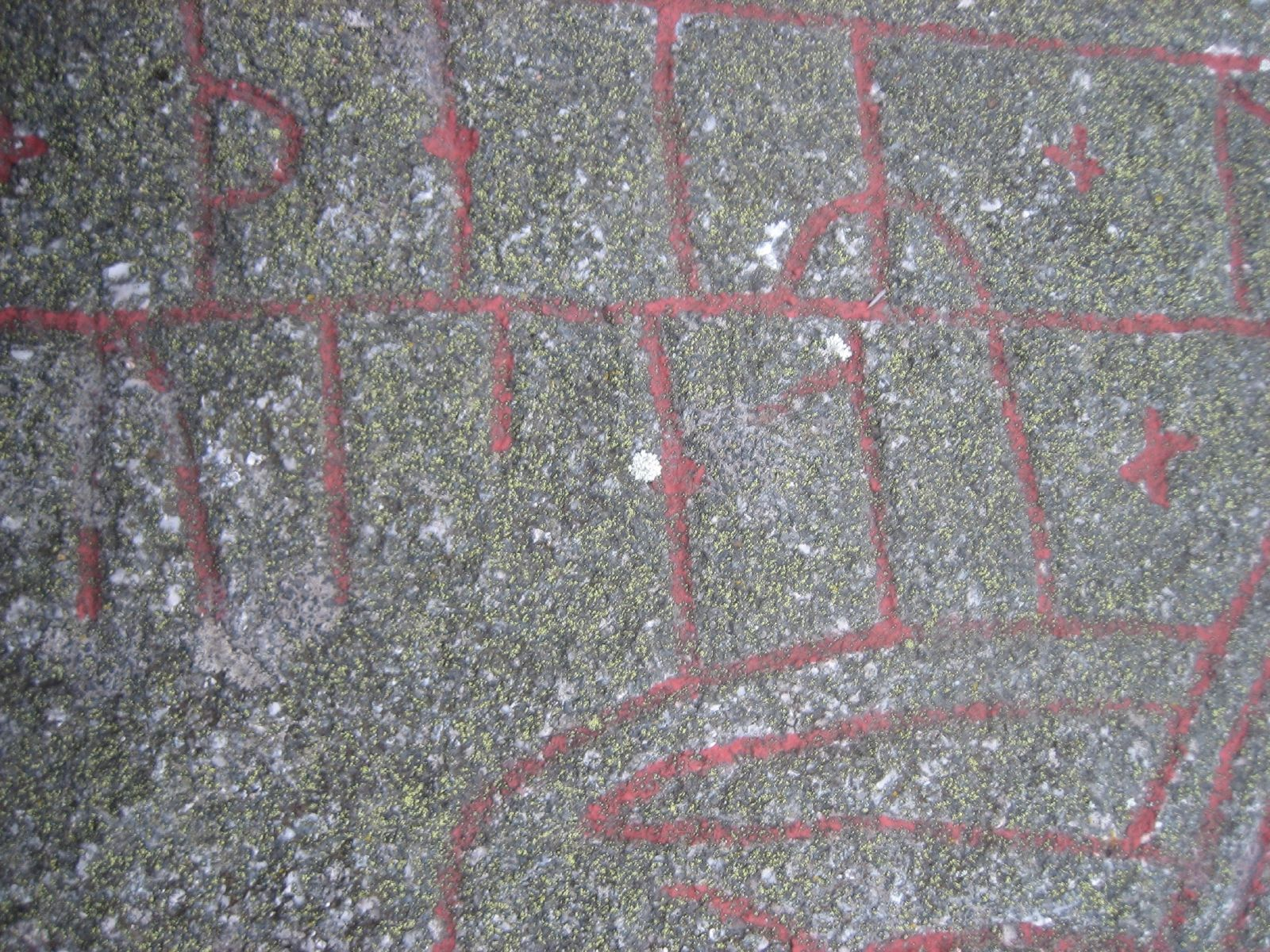
El nombre Visäte en la piedra rúnica de Granby.

Visäte (nórdico antiguo: Víseti o Véseti) fue un vikingo de Uppland, Suecia conocido como maestro grabador de runas (erilaz) y activo a finales del siglo XI.
A diferencia de otras regiones de Europa durante la Alta Edad Media, muchos escandinavos probablemente sabían leer y escribir, bien sobre hueso o madera. Visäte es conocido por su trabajo en estilo Urnes Pr3 y Pr4.  El estilo Urnes es la última fase de los estilos de zoomórfica decoración vikinga que se desarrolló durante la segunda parte del siglo XI y el comienzo del siglo XII.
La piedra rúnica de Granby (U 337), la más extensa en escritura rúnica tiene la firma grabada de Visäte. Han sobrevivido otras piedras rúnicas firmadas por el mismo autor, como U 74 en Husby, U 208 en Råcksta, U 236 en Lindö, U 454 en Kumla, U 669 en Kålsta, U 862 en Säva y U Fv1946;258 en Fällbro. Rundata también le atribuye otra veintena de obras basándose en el análisis de estilo.

## Galería

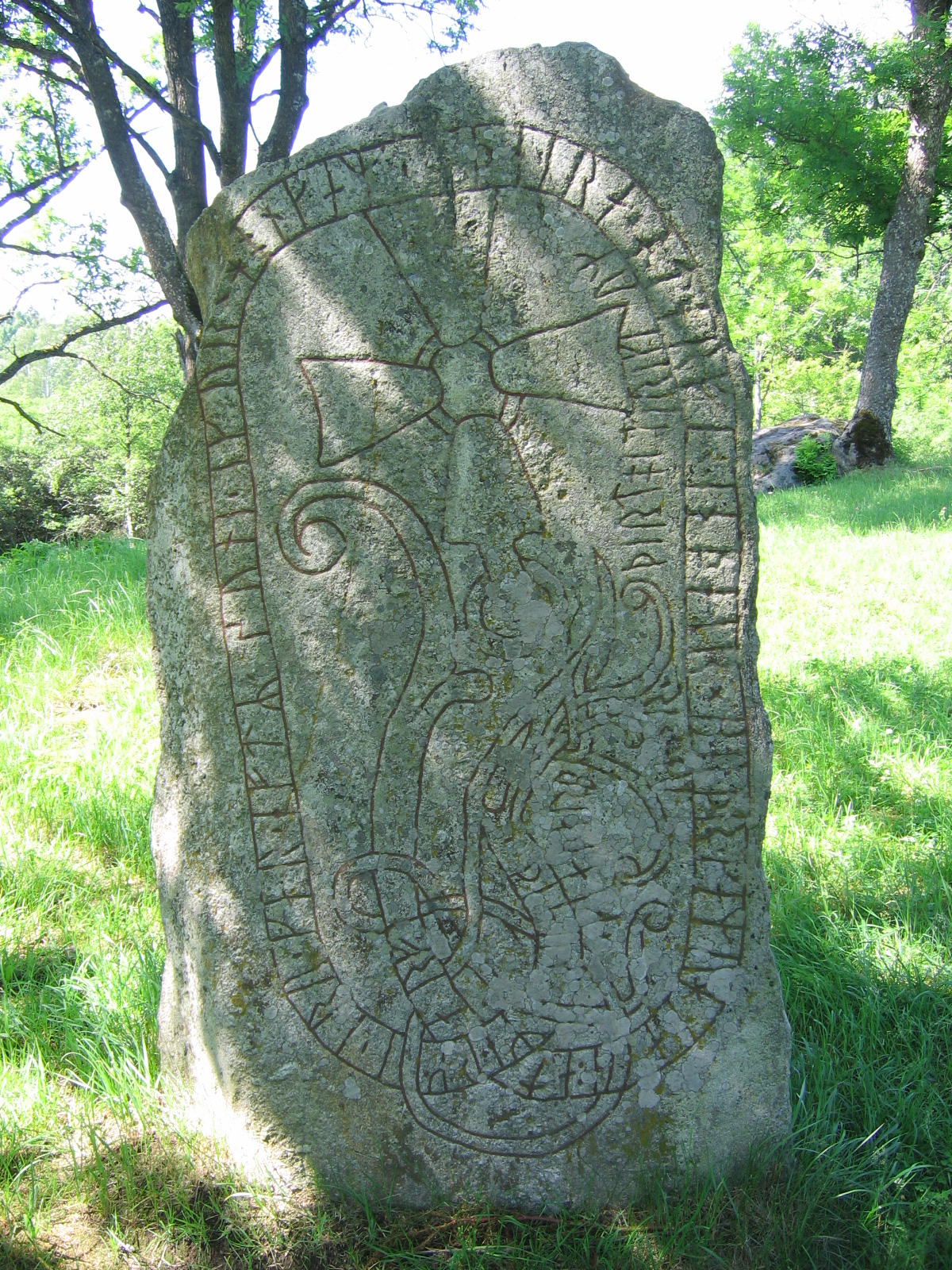
U 73, una de las obras atribuidas a Visäte.
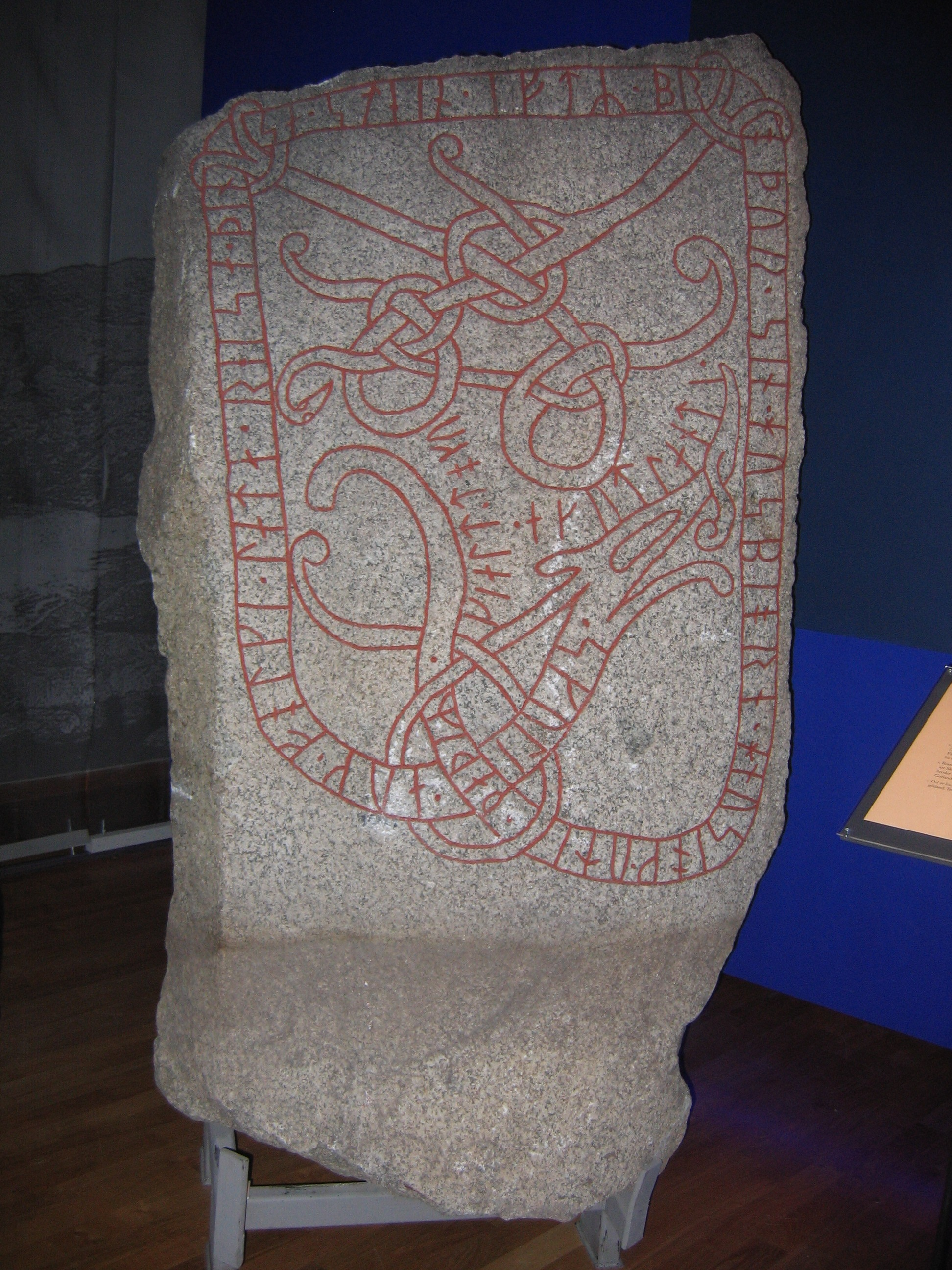
Piedra rúnica de Torsätra U 614, supuestamente de Visäte.
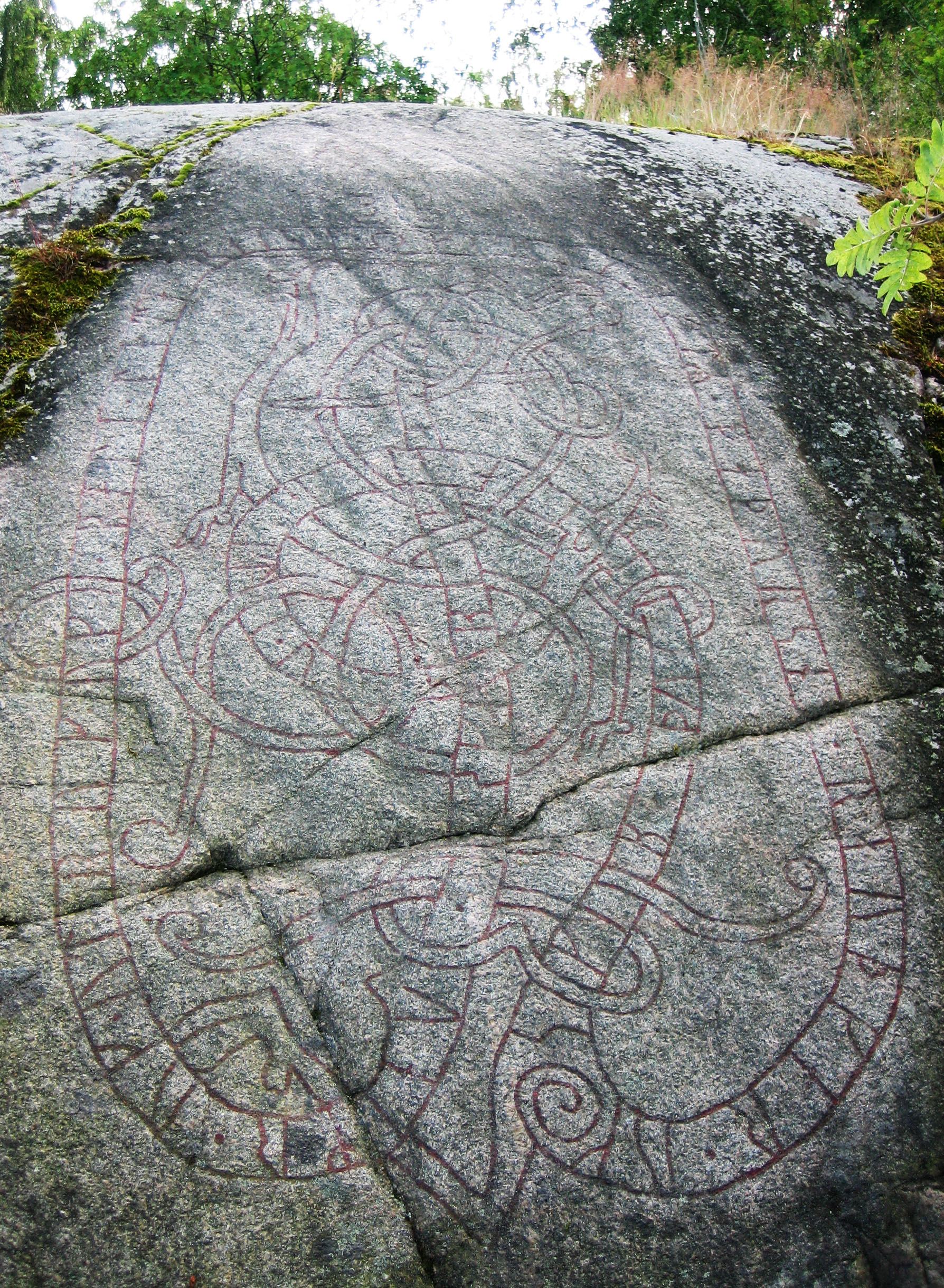
Inscripción rúnica de Uppland Fv1946;258 firmada por Visäte.